# Serra de l'Arguenya
Serra de l'Arguenya är en ås i Spanien.   Den ligger i provinsen Provincia de Alicante och regionen Valencia, i den sydöstra delen av landet, 300 km sydost om huvudstaden Madrid.